# Études finno-ougriennes
Revue scientifique consacrée aux langues et aux cultures des peuples finno-ougriens, Études finno-ougriennes accueille principalement des articles de linguistique et de littérature, mais également des articles d'histoire et de folkloristique.
Fondée en 1964 par Aurélien Sauvageot et Jean Gergely, elle a accueilli les principaux spécialistes français de finno-ougristique, tels Jean Perrot, Jean-Luc Moreau, Eva Toulouze et Antoine Chalvin, et publie des articles d'éminents chercheurs internationaux, notamment finlandais, estoniens, hongrois et russes. Elle est classée dans la catégorie INT2 du classement ERIH établi par la Fondation européenne de la science.